# ルジョムベロク

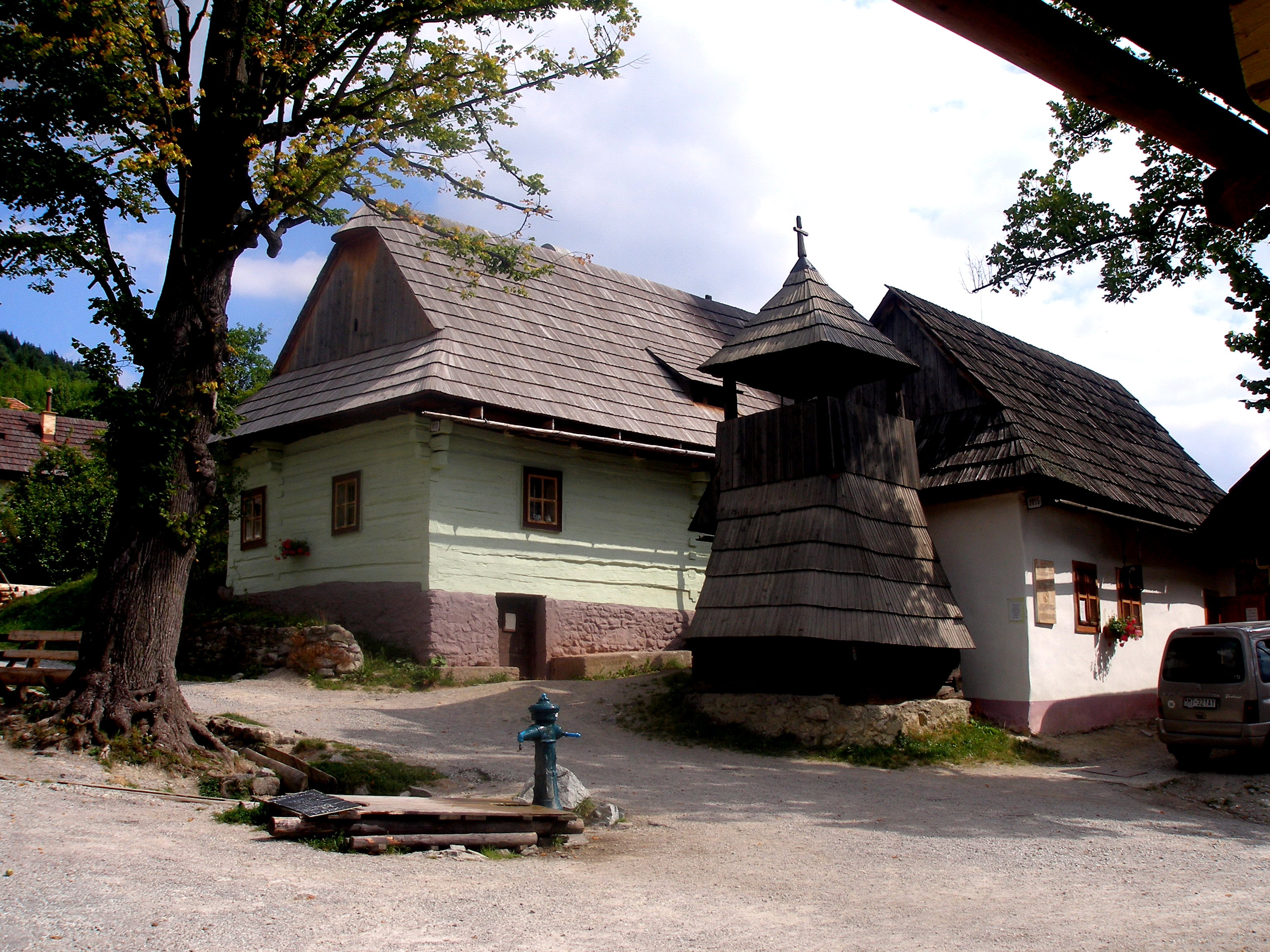
ヴルコリニェツ

ルジョムベロク （スロバキア語：Ružomberok [ˈruʐɔmberɔk]  発音、ハンガリー語：Rózsahegy、ドイツ語Rosenberg）は、スロバキア北部ジリナ県の都市。

## 歴史
最初にルジョムベロクに関する記述がされたのは1233年のものとされる文献である。当時の地名はterra Reucheであった。

## 地理
ルジョムベロクは標高494メートル地点にあり、面積は126.72平方キロメートルである。

## 統計
2001年調査によると、ルジョムベロクの人口は30,407人である。96.67％はスロバキア人、0.95％がロマ人、0.87％はチェコ人である。信仰は75.47％はカトリック教会、14.65％は無信仰、5.46％がルーテル教会に属する。

## 姉妹都市
- ジェチーン、チェコ
- フルチーン、チェコ
- バチキ・ペトロヴァツ（英語版）、セルビア
- ゴスピッチ、クロアチア

## スポーツ
- MFKルジョムベロク - サッカークラブ

## 出身者
- ドゥシャン・シュヴェント - サッカー選手
- ジョゼフ・ベングロシュ - サッカー指導者
- ピーター・ローレ - 俳優

## 参照
1. 1 2 3  “Municipal Statistics”.   Statistical Office of the Slovak republic. 2008年2月9日閲覧。